# Jeroen Simaeys
Jeroen Simaeys (ur. 12 maja 1985 roku w Mechelen) – belgijski piłkarz występujący najczęściej na pozycji środkowego obrońcy, chociaż zdarza mu się także grywać jako defensywny pomocnik.

## Kariera klubowa
Jeroen Simaeys zawodową karierę rozpoczynał w 2002 roku w Oud-Heverlee Leuven. W jego barwach po raz pierwszy wystąpił w sezonie 2003/2004, kiedy to rozegrał łącznie 19 meczów w drugiej lidze. Latem 2005 roku Simaeys podpisał kontrakt z Sint-Truidense VV i 6 sierpnia w wygranym 1:0 pojedynku z KSV Roeselare zadebiutował w rozgrywkach Eerste klasse. W nowym klubie belgijski zawodnik od razu wywalczył sobie miejsce w podstawowej jedenastce i w debiutanckim sezonie rozegrał 31 pojedynków. W rozgrywkach 2006/2007 Sint-Truidense po raz 2. z rzędu zajęło w ligowej tabeli 15. miejsce.
Następnie Simaeys został piłkarzem Club Brugge. Razem z nim uplasował się na 3. pozycji w Eerste klasse i wywalczył awans do Pucharu UEFA. Dla klubu z Brugii Simaeys w całym sezonie rozegrał wówczas 29 spotkań i strzelił 3 bramki. W Pucharze UEFA Belg zadebiutował 2 października 2008 roku w wygranym 2:0 meczu pierwszej rundy przeciwko BSC Young Boys rozegranym na Stadionie Jana Breydela.
W 2011 roku Simaeys przeszedł do KRC Genk, a w 2014 do Krylji Sowietow Samara. W 2016 wrócił do Leuven.

## Kariera reprezentacyjna
5 lutego 2008 roku Simaeys wystąpił w przegranym 1:2 towarzyskim meczu reprezentacji Belgii do lat 21 z Niemcami. Następnie Simaeys znalazł się w 18–osobowej kadrze na Igrzyska Olimpijskie w Pekinie. Belgowie w turnieju piłkarskim zajęli 4. miejsce przegrywając w meczu o brązowy medal z Brazylią 0:3. Igrzyska Simaeys rozpoczął jako rezerwowy i w pierwszym spotkaniu grupowym z ekipą "Canarinhos" na boisku pojawił się dopiero w 75. minucie zmieniając Kevina Mirallasa. W kolejnych meczach Simaeys był już jednak podstawowym graczem swojego zespołu i we wszystkich 5 pojedynkach rozegrał pełne 90 minut.
Oficjalny debiut w barwach reprezentacji Belgii Simaeys zaliczył 19 listopada 2008 roku w zremisowanym 1:1 towarzyskim spotkaniu z Luksemburgiem, kiedy to w 69. minucie zmienił Timmy'ego Simonsa.